# デメチルレベッカマイシン-D-グルコース-O-メチルトランスフェラーゼ
デメチルレベッカマイシン-D-グルコース-O-メチルトランスフェラーゼ(Demethylrebeccamycin-D-glucose O-methyltransferase、EC 2.1.1.164)は、以下の化学反応を触媒する酵素である。
S-アデノシル-L-メチオニン + 4'-デメチルレベッカマイシン{\displaystyle \rightleftharpoons }S-アデノシル-L-ホモシステイン + レベッカマイシン
従って、この酵素の2つの基質はS-アデノシル-L-メチオニンと4'-デメチルレベッカマイシン、2つの生成物はS-アデノシル-L-ホモシステインとレベッカマイシンである。
この酵素は、転移酵素、特に1炭素基を転移させるメチルトランスフェラーゼのファミリーに属する。系統名は、S-アデノシル-L-メチオニン:デメチルレベッカマイシン-D-グルコース O-メチルトランスフェラーゼである。この酵素は、Actinobacterium Lechevalieriaが生産するインドロカルバゾールアルカロイドであるレベッカマイシンの生合成の最終段階に関与している。